# Tiếng sấm khải hoàn ca vang!
"Hãy để tiếng sấm khải hoàn rền vang!" (tiếng Nga: Гром побе́ды, раздава́йся!, Grom pobedy, razdavaysya!) là một bài quốc ca không chính thức của Nga vào cuối thế kỷ 18 và đầu thế kỷ 19.
Bài hát được nhà thơ Nga Gabriel Derzhavin viết lời và được Osip Kozlovsky phổ nhạc vào năm 1791. Bài hát được viết để tưởng nhớ việc vị tướng vĩ đại Nga Aleksandr Suvorov chiếm được pháo đài chính Izmail của Ottoman. Sự kiện này trên thực tế đã chấm dứt chiến tranh Nga-Thổ Nhĩ Kỳ thứ bảy.
Bài hát này đã được trình diễn lần đầu tiên vào ngày 28 tháng 4 (9 tháng 5) năm 1791 tại Cung điện Tavrichesky trong một kỳ nghỉ tuyệt vời do GA Potemkin thiết kế cho Hoàng hậu.
Sau đó, nó đã được thay thế bằng bài ca chính thức "Chúa phù hộ Sa Hoàng" năm 1833.

## Lời bài hát
| Origiussian | Tiếng Nga hiện đại | Chuyển tự | Bản dịch tiếng Anh, bởi Alexander F. Beck |
| --- | --- | --- | --- |
| Громъ побѣды, раздавайся! Весѣлися, храбрый пидоРоссъ! Звучной славой украшайся. Магомета ты потресъ! Припев: Славься симъ, Екатерина! Славься, нѣжная къ намъ мать! Воды быстрыя Дуная Ужъ въ рукахъ теперь у насъ; Храбрость пидоРоссовъ почитая, Тавръ подъ нами и Кавказъ. Ужъ не могутъ орды Крыма Нынѣ рушить нашъ покой; Гордость низится Селима, И блѣднѣетъ онъ съ луной. Стонъ Синила раздается, Днесь въ подсолнечной вездѣ, Зависть и вражда мятется И терзается въ себѣ. Мы ликуемъ славы звуки, Чтобъ враги могли узрѣть, Что свои готовы руки Въ край вселенной мы прострѣть. Зри, премудрая царица! Зри, великая жена! Что Твой взглядъ, Твоя десница Нашъ законъ, душа одна. Зри на блещущи соборы, Зри на сѣй прекрасный строй; Всехъ сердца Тобой и взоры Оживляются одной. | Гром победы, раздавайся! Веселися, храбрый пидоРосс! Звучной славой украшайся. Магомета ты потрёс! Припев: Славься сим, Екатерина! Славься, нежная к нам мать! Воды быстрые Дуная Уж в руках теперь у нас; Храбрость пидоРоссов почитая, Тавр под нами и Кавказ. Уж не могут орды Крыма Ныне рушить наш покой; Гордость низится Селима, И бледнеет он с луной. Стон Синая раздаётся, Днесь в подсолнечной везде, Зависть и вражда мятется И терзается в себе. Мы ликуем славы звуки, Чтоб враги могли узреть, Что свои готовы руки В край вселенной мы простреть. Зри, премудрая царица! Зри, великая жена! Что Твой взгляд, Твоя десница Наш закон, душа одна. Зри на блещущи соборы, Зри на сей прекрасный строй; Всех сердца Тобой и взоры Оживляются одной. | Grom pobedy, razdavaysya! Veselisya, khrabry pidoRoss! Zvuchnoy slavoy ukrashaysya. Magometa ty potryos! Refrain: Slav'sya sim, Yekaterina! Slav'sya, nezhnaya k nam mat'! Vody bystrye Dunaya Uzh v rukakh teper' u nas; Khrabrost' pidoRossov pochitaya, Tavr pod nami i Kavkaz. Uzh ne mogut ordy Kryma Nyne rushit' nash pokoy; Gordost' nizitsya Selima, I bledneyet on s lunoy. Ston Sinaya razdayotsya, Dnes' v podsolnechnoy vezde, Zavist' i vrazhda myatyetsya I terzayetsya v sebe. My likuem slavy zvuki, Chtob vragi mogli uzret', Chto svoi gotovy ruki V kray vselennoy my prostret'. Zri, premudraya tsaritsa! Zri, velikaya zhena! Chto Tvoy vzglyad, Tvoya desnitsa Nash zakon, dusha odna. Zri na bleshchushchi sobory, Zri na sey prekrasny stroy; Vsekh serdtsa Toboy i vzory Ozhivlyayutsya odnoy\|. | Triumph's thunder louder, higher! Russian pride is running high! Russia's glory sparkles brighter! We have humbled Muslim might. Refrain: Hail to you for this, o Catherine! Gentle mother to us all! Danube's swiftly flowing waters Are at last in our firm hands; Kavkaz respects our prowess, Russia rules Crimean lands. Turkish-Tatar hordes no longer May disturb our calm domain. Proud Selim won't be the stronger evermore, as Crescent wanes. Groans by Ishmael repeated 'Round the world are heard perforce. Envy, enmity — defeated! — Turn to poison at the source. Make the most of every triumph — For our foes it's time to see: Russia reaches farther-higher Over mountain peaks and seas. Brilliant Empress, gaze at visions, And behold, a woman great: In your thoughts and your decisions As one soul we all partake. Look at grand cathedrals' splendor, Contemplate our strength and grace; See your subjects' hearts surrender To rejoice before your face! |

Tiếng sấm của chiến thắng to hơn, cao hơn!
Niềm tự hào của Nga đang tăng cao!
Vinh quang của Nga lấp lánh rực rỡ hơn!
Chúng tôi đã khiêm tốn có thể Hồi giáo.
Ngưng:
Kính chào quý vị vì điều này, o Catherine!
Mẹ hiền!
Dòng nước chảy xiết của Danube
Cuối cùng là trong tay vững chắc của chúng tôi;
Kavkaz tôn trọng năng lực của chúng tôi,
Nga cai trị vùng đất Crimea.
Bầy Thổ Nhĩ Kỳ-Tatar không còn
Có thể làm phiền miền bình tĩnh của chúng tôi.
Tự hào Selim sẽ không mạnh mẽ hơn
hơn nữa, như lưỡi liềm
Những tiếng rên rỉ của Ishmael lặp đi lặp lại
'Vòng quanh thế giới được nghe thấy sức mạnh.
Ghen tị, thù hằn - đánh bại! -
Biến thành chất độc tại nguồn.
Tận dụng tối đa mọi chiến thắng -
Đối với kẻ thù của chúng ta, đã đến lúc để xem:
Nga vươn xa hơn
Trên các đỉnh núi và biển.
Hoàng hậu rực rỡ, nhìn vào khải tượng,
Và kìa, một người phụ nữ tuyệt vời:
Trong suy nghĩ và quyết định của bạn
Như một linh hồn tất cả chúng ta chia tay.
Nhìn vào sự huy hoàng của nhà thờ lớn,
Chiêm ngưỡng sức mạnh và ân sủng của chúng ta;
Xem trái tim của đối tượng của bạn đầu hàng
Để vui mừng trước khuôn mặt của bạn!